# Президентская кампания Григория Явлинского (1996)
Президентская кампания Григория Явлинского на выборах 1996 года началась 27 января 1996 года после выдвижения его кандидатуры на III съезде партии «Яблоко». Явлинский был одним из ведущих представителей «третьей силы», не поддерживавшей ни действовавшего главу государства Бориса Ельцина, ни кандидата от коммунистов Геннадия Зюганова. Несмотря на свои небольшие шансы на победу, Явлинский рассчитывал убедить Ельцина не только выступить против Зюганова и коммунистов, но и полностью изменить состав правительства, политический и экономический курс страны. В ходе предвыборной кампании Явлинский не привлёк к себе достаточного внимания и в первом туре набрал всего 7,34 % голосов, заняв 4-е место и выбыв из дальнейшей борьбы. Перед вторым туром его партия приняла решение голосовать «против всех».

## Выдвижение
27 января 1996 года на III съезде партии «Яблоко» было принято решение выдвинуть кандидатуру Григория Явлинского, автора программы перехода России на рыночную экономику «500 дней». Среди потенциальных кандидатур от «демократической интеллигенции» обсуждались кандидатуры Константина Борового и Бориса Немцова. Явлинский не только шёл на выборы как сторонник социал-либерализма, но и позиционировал себя как принципиального противника действий Бориса Ельцина с 1990 года — в частности, он не поддержал ни Беловежские соглашения в 1991 году, ни экономические реформы по переводу России на «рыночные рельсы», ни разгон Верховного совета, ни войну в Чечне. Явлинский утверждал, что предпринял попытку выступить против сложившейся в обществе олигархической системы, в которой не было разделения между бизнесом и властью, и убедить Ельцина изменить курс страны. 19 апреля Явлинский был официально зарегистрирован в Центризбиркоме как кандидат.

## Предвыборная программа
В апреле была опубликована предвыборная программа Явлинского «Я выбираю свободу», поддерживавшая либерально-экономический курс и защиту прав человека во внутренней и внешней политике. Среди её положений были следующие:
- немедленное прекращение боевых действий в Чечне и проведение переговоров с лидерами сепаратистов (руководством ЧРИ)[11];
- прекращение финансирования Чечни и проведение референдума о статусе республики и её будущем;
- расширение полномочий субъектов РФ и создание органов правопорядка, подчиняющихся региональным властям;
- отмена произвольного предоставления льгот частным и полугосударственным компаниям и банкам;
- изменение закона «О соглашениях в разделе в продукции» в пользу обеспечения притока иностранных инвестиций в национальную экономику;
- борьба против утечки капиталов за границу и предоставление дополнительных гарантий и инвестиций;
- снижение налогов на доходы физических и юридических лиц до 25 и 35 % соответственно;
- освобождение работников сельского хозяйства от налогов;
- бесплатная медицина и бесплатное образование;
- повышение средней зарплаты бюджетников и пенсий в 2 раза, пособий на детей — в 5 раз;
- создание экономического союза и общего рынка с заинтересованными странами-членами Содружества Независимых Государств.

## Освещение в обществе
Явлинский утверждал, что все СМИ обернулись против него во время предвыборной кампании: они призывали голосовать или за Ельцина, или за Зюганова (в том числе и относительно нейтральная газета «Завтра»). Поддержку Явлинскому и другим представителям «третьей силы» оказывали лишь «Общая газета», «Новая газета» и «Сегодня». Григорию Алексеевичу один из журналистов, агитировавший за Ельцина, объяснил Явлинскому действия прессы: «Поддерживать Вас — это тратить деньги, а поддерживать Ельцина — это получать деньги». Политолог Александр Ципко, который через пять дней после объявления Ельциным об участии в президентских выборах призвал в «Независимой газете» отменить президентские выборы, называл Явлинского ещё более худшим кандидатом в президенты, чем Ельцин или Зюганов. По мнению Бориса Вишневского, команда Ельцина решила «избавиться» от Явлинского, который был единственным, кто мог перетянуть на себя голоса демократов. Поэтому Явлинскому стали приписывать немыслимое для него сотрудничество с Зюгановым, его программу — игнорировать или постоянно подвергать критике, передачи с его участием — снимать с эфира в последний момент. Это внушило электорату мысль о том, что Явлинский не является серьёзным кандидатом.
Вместе с тем Борис Ельцин вёл переговоры с Явлинским, пытаясь вывести того из игры и заручиться его поддержкой: 5 мая на встрече в Кремле Ельцин предложил Явлинскому отказаться от предвыборной гонки в обмен на должность вице-премьера, при этом утверждая, что Явлинский сам требовал пост. Явлинский же выставил ответные условия для вхождения в кабинет Ельцина: прекратить войну в Чечне, отказаться от «президентского режима управления», повысить минимальную зарплату, ликвидировать льготы госаппарата и установить в стране такую систему правления, при которой большинство решений будет исполняться только после визы президента и премьер-министра. Также Явлинский настаивал на отставке всего правительства, в том числе премьер-министра Виктора Черномырдина, министра обороны Павла Грачёва и первого заместителя премьер-министра Олега Сосковца. Однако Ельцин отказался от отставки правительства, настаивая, что изменять экономический курс Явлинский должен будет именно в прежнем составе правительства. Позже стало известно, что посол США в России Томас Пикеринг также убеждал Явлинского снять свою кандидатуру, чтобы повысить шансы Ельцина.
15 мая состоялась повторная встреча с Ельциным, на которой Явлинский не изменил свои условия. Однако даже к 28 мая Ельцин не выполнил ни одно из требований Явлинского, и переговоры с Ельциным на этом прекратились: Явлинский оказался не нужен Ельцину в его предвыборной кампании. Со слов Михаила Зыгаря и самого Явлинского, на одной из встреч Ельцин даже пытался угрожать лидеру «Яблока», утверждая, что если тот не снимет кандидатуру, об этом пожалеет вся его семья. В итоге Явлинского переубедить не удалось, и Ельцин после последней попытки прямо признался Явлинскому, что на его месте тоже не снимал бы свою кандидатуру. В начале июня Явлинский он попытался провести переговоры со Святославом Фёдоровым и Александром Лебедем как представителями «третьей силы», но успеха не добился[страница не указана 1258 дней], а от сотрудничества с Зюгановым отказался наотрез. Перед вторым туром президентских выборов Грачёв и Сосковец всё же были уволены со своих постов.
На ТВ славу Григорию Явлинскому принёс 11-минутный рекламный агитационный ролик, направленный в адрес различных слоёв населения и включавший в себя множество танцевальных номеров: для эфира ролик разделялся на фрагменты, вставлявшиеся в соответствующие рекламные слоты, однако поддержки на телевидении не получил даже от телеканала НТВ, прежде симпатизировавшего ему. Основным лозунгом его предвыборной кампании был «Выбери нормального человека!», а на предвыборных плакатах изображался лозунг «Я пришёл вам дать волю». Также для агитации в свою кандидатуру Явлинский организовал распространение листовок с объявлением о поиске кандидата на роль Президента России с высшим экономическим образованием и «без вредных привычек» и девятью клетками кроссворда, куда предлагалось «вписать» его фамилию. Из руководителей печатных СМИ, одобрявших предвыборную программу Явлинского, выделялся главный редактор перестроечных «Московских новостей» Егор Яковлев; также в поддержку Явлинского выступил Владимир Лукин.

## Первый тур выборов
В первом туре выборов приняли участие более 75,7 миллионов человек, что составило 69,81 % от числа избирателей. Явлинский не прошёл во второй тур: первое место занял действовавший глава государства Борис Ельцин, получивший 26,6 миллионов голосов (35,28 %), а второе место — кандидат от коммунистов Геннадий Зюганов, получивший 24,2 миллиона голосов (32,03 %). Григорий Явлинский занял 4-е место, получив около 5,5 миллионов голосов (7,34 %).
| Место                | Кандидаты                       | Голоса     | %      |
| -------------------- | ------------------------------- | ---------- | ------ |
| 1.                   | Ельцин, Борис Николаевич        | 26 665 495 | 35,28  |
| 2.                   | Зюганов, Геннадий Андреевич     | 24 211 686 | 32,03  |
| 3.                   | Лебедь, Александр Иванович      | 10 974 736 | 14,52  |
| 4.                   | Явлинский, Григорий Алексеевич  | 5 550 752  | 7,34   |
| 5.                   | Жириновский, Владимир Вольфович | 4 311 479  | 5,70   |
| 6.                   | Фёдоров, Святослав Николаевич   | 699 158    | 0,92   |
| 7.                   | Горбачёв, Михаил Сергеевич      | 386 069    | 0,51   |
| 8.                   | Шаккум, Мартин Люцианович       | 277 068    | 0,37   |
| 9.                   | Власов, Юрий Петрович           | 151 282    | 0,20   |
| 10.                  | Брынцалов, Владимир Алексеевич  | 123 065    | 0,16   |
| 11.                  | Тулеев, Аман Гумирович          | 308        | 0      |
| Против всех          | Против всех                     | 1 163 921  | 1,54   |
| Недействительны      | Недействительны                 | 1 072 120  | 1,43   |
| Всего (явка 69,81 %) | Всего (явка 69,81 %)            | 75 587 139 | 100,00 |

Перед вторым туром выборов Геннадий Зюганов провёл переговоры с Явлинским, отметив, что тот высказывал «немало позитивных вещей». По итогам IV съезда партии «Яблоко», прошедшем с 22 по 23 июня в подмосковном Голицыне, партия приняла решение голосовать против обоих кандидатов, хотя два делегата решили поддержать Зюганова, что КПРФ расценила как локальный успех.